# Mancasale
Mancasale o Villa Mancasale (Mancaṣēl in dialetto reggiano) è una frazione (o villa) del comune di Reggio Emilia, situata nella zona nord del capoluogo.

## Storia
La frazione, anche se è stata quasi completamente inglobata nel tessuto urbano cittadino, sorge sulla strada per Novellara, che nell'antichità era il cardo che attraversava il territorio reggiano. Nel 989 è citata in un documento come Magnum Casale. Dal secondo dopoguerra è diventata la principale area industriale e artigianale del comune, grazie anche alla costruzione del casello dell'autostrada del Sole, perdendo gran parte della sua connotazione agricola. Dal 1995 ospita lo stadio Giglio (oggi Mapei Stadium), terreno di gioco dei club di Reggiana e Sassuolo. Dall'inizio del XXI secolo è sede dell'Ente Fiera e della stazione di Reggio Emilia AV Mediopadana della TAV, progettata da Santiago Calatrava.

## Monumenti e luoghi d'interesse

### Architetture religiose
- Chiesa parrocchiale di San Sivestro, già ricordata nel 1057;
- Oratorio di San Michele in Bosco, già esistente nel 1209, presenta all'interno alcuni affreschi del XV secolo.

### Architetture civili
- Villa Prampolini: le sue origini risalgono al XVI secolo ma si presenta ora con architettura del XVIII secolo, come le due doppie scalinate (quella anteriore ricostruita, quella posteriore originale). All'interno rimangono affreschi al piano nobile ed al secondo piano un soffitto attribuibile al pittore Prospero Minghetti. Era al centro di un vasto parco con laghetto, purtroppo smantellati nel secondo dopoguerra. Lega il suo nome al conte Natale Prampolini, ultimo proprietario di rilievo.
- i ponti e la stazione ferroviaria alta velocità, progettati dall'architetto Santiago Calatrava.

## Infrastrutture e trasporti

### Strade
Mancasale è attraversata in senso nord-sud dalla strada provinciale 3 che collega Reggio Emilia a Novellara.

### Ferrovie
La località è servita da una fermata lungo la ferrovia Reggio Emilia-Guastalla. Sul suo territorio è presente la stazione di Reggio Emilia AV Mediopadana posta sulla linea ad alta velocità Milano-Bologna.

## Galleria d'immagini

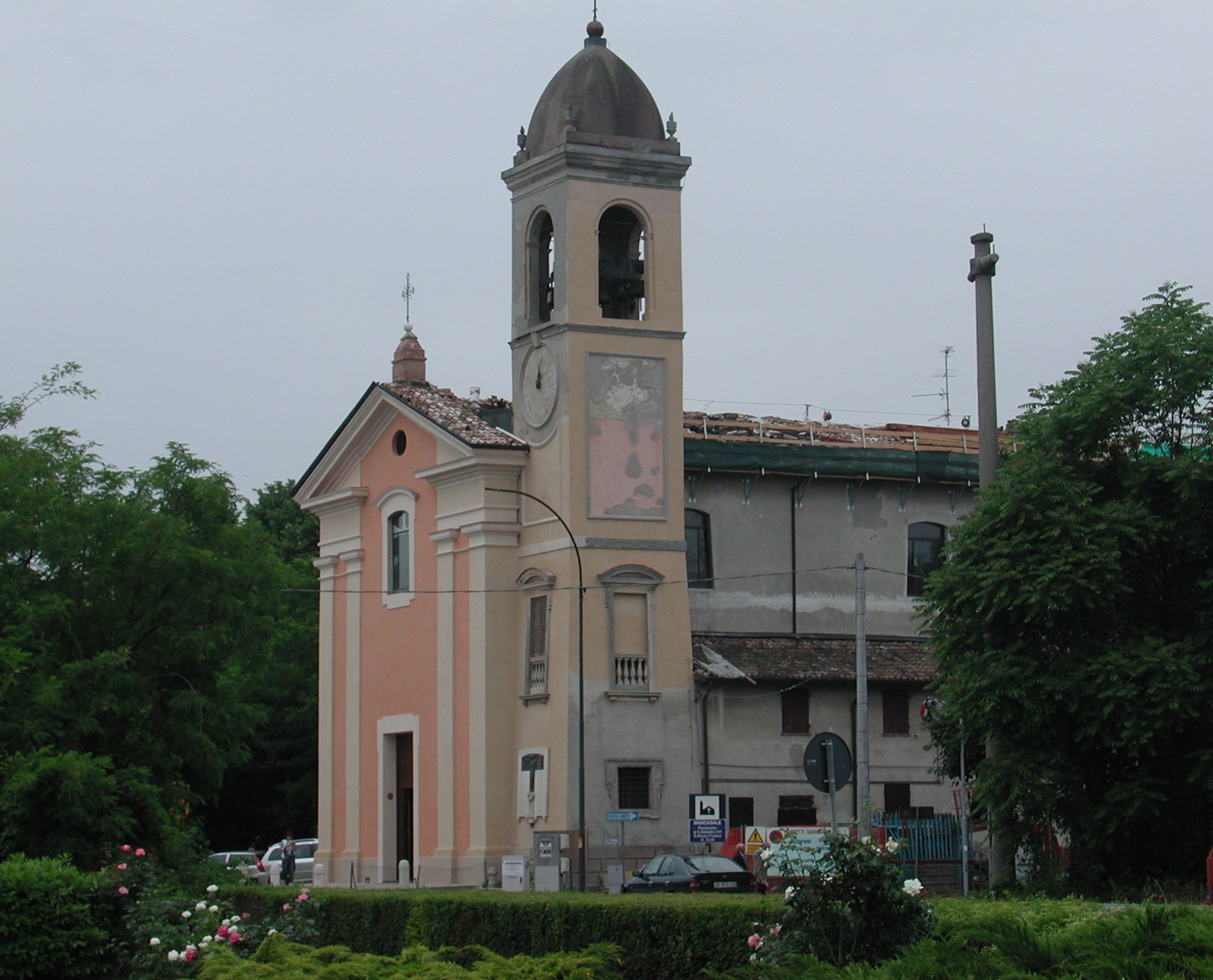
La chiesa di Mancasale
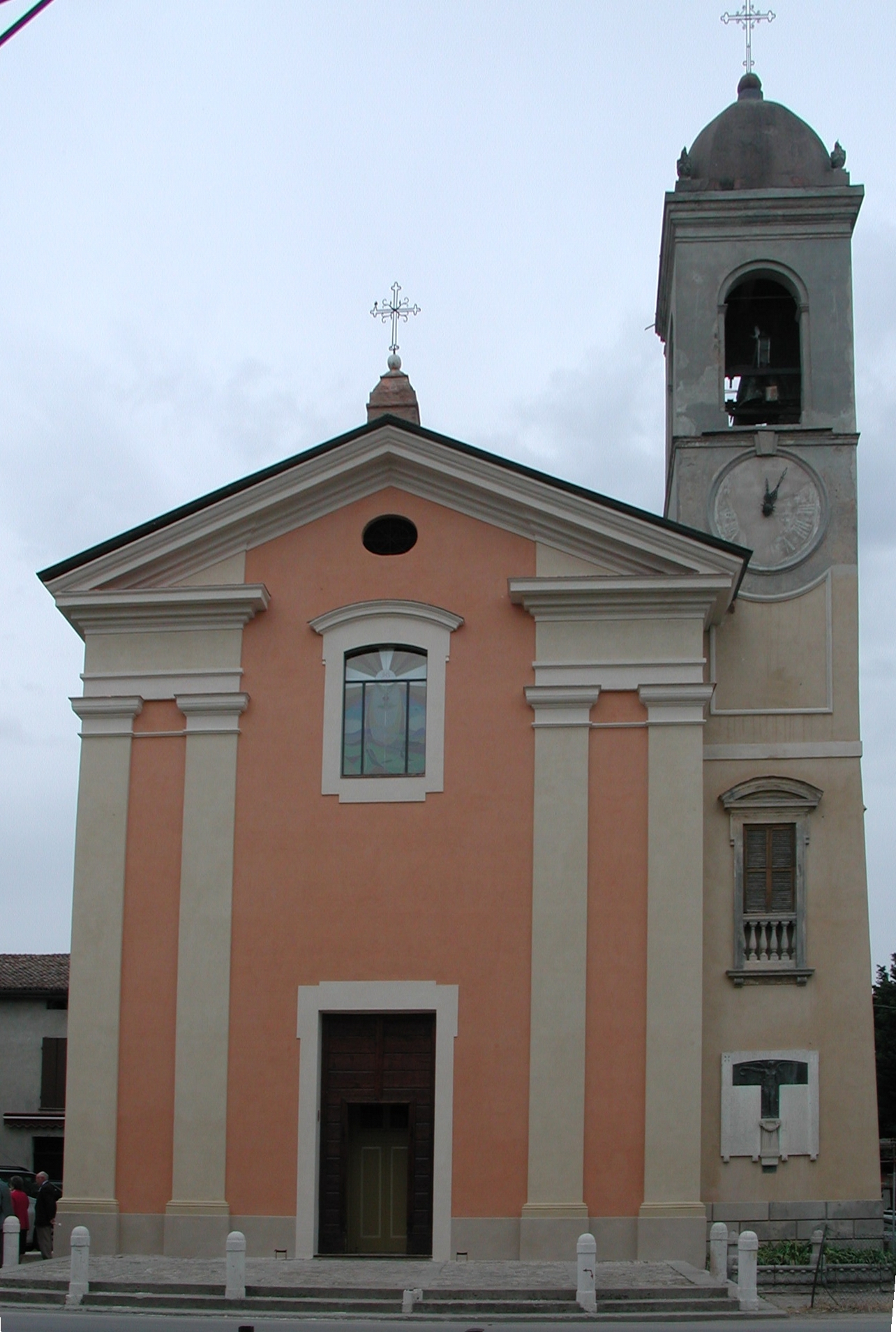
Facciata della chiesa
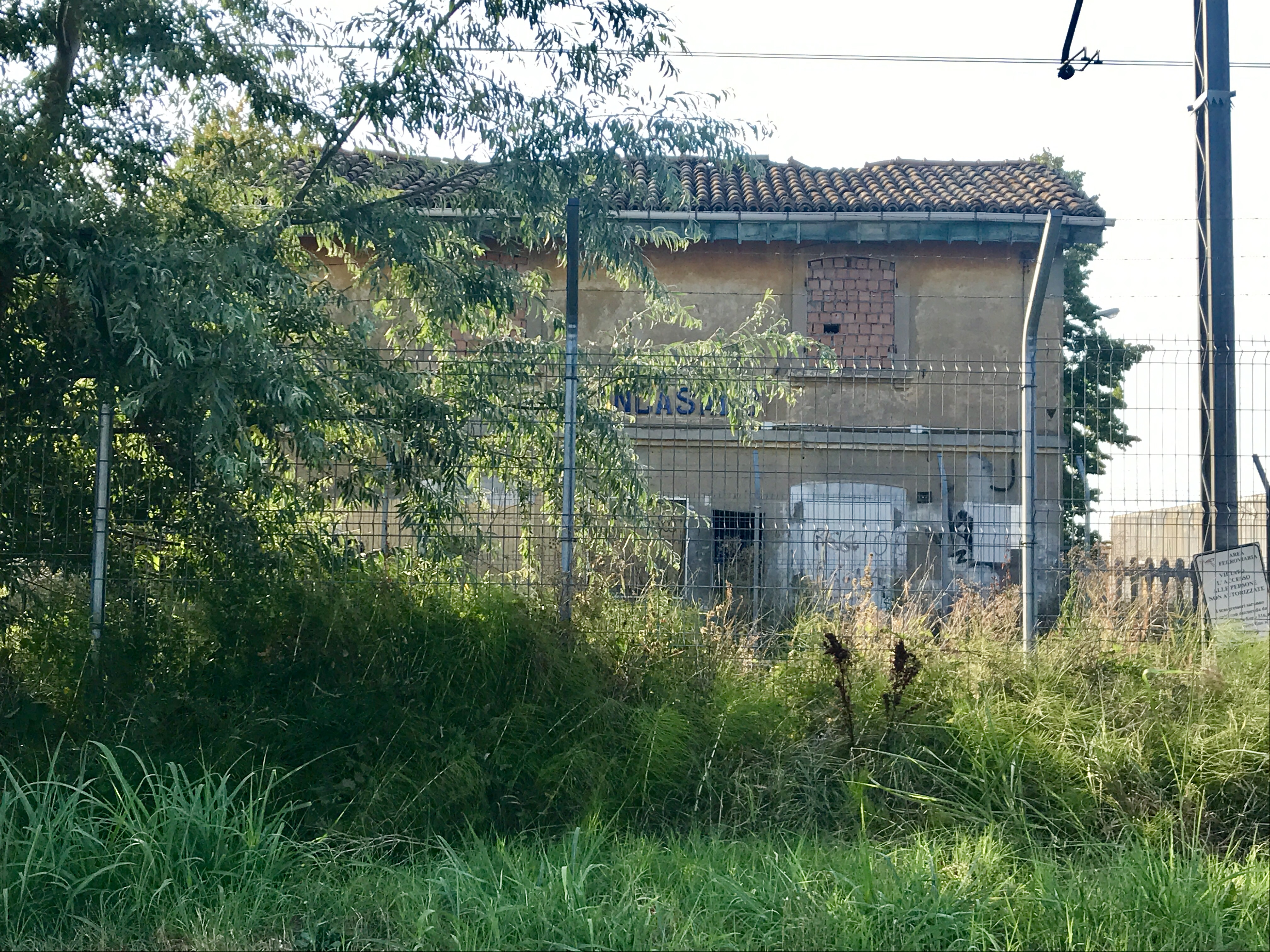
Ex stazione ferroviaria di Mancasale